# Liste des planètes mineures (527001-528000)
Voici la liste des planètes mineures numérotées de 527001 à 528000. Les planètes mineures sont numérotées lorsque leur orbite est confirmée, ce qui peut parfois se produire longtemps après leur découverte. Elles sont classées ici par leur numéro.

## Planètes mineures 527001 à 528000
- (527001) 2007 RO137
- (527002) 2007 RD138
- (527003) 2007 RX139
- (527004) 2007 RO144
- (527005) 2007 RC149
- (527006) 2007 RU158
- (527007) 2007 RQ161
- (527008) 2007 RH168
- (527009) 2007 RK170
- (527010) 2007 RM170
- (527011) 2007 RS170
- (527012) 2007 RP172
- (527013) 2007 RK180
- (527014) 2007 RB182
- (527015) 2007 RL185
- (527016) 2007 RO204
- (527017) 2007 RT204
- (527018) 2007 RN209
- (527019) 2007 RE214
- (527020) 2007 RG223
- (527021) 2007 RR227
- (527022) 2007 RY233
- (527023) 2007 RF236
- (527024) 2007 RB239
- (527025) 2007 RB243
- (527026) 2007 RG244
- (527027) 2007 RS247
- (527028) 2007 RD257
- (527029) 2007 RL261
- (527030) 2007 RS263
- (527031) 2007 RU266
- (527032) 2007 RD270
- (527033) 2007 RB272
- (527034) 2007 RV272
- (527035) 2007 RM280
- (527036) 2007 RF288
- (527037) 2007 RZ288
- (527038) 2007 RU289
- (527039) 2007 RX289
- (527040) 2007 RK290
- (527041) 2007 RZ290
- (527042) 2007 RR291
- (527043) 2007 RW293
- (527044) 2007 RP294
- (527045) 2007 RX295
- (527046) 2007 RJ296
- (527047) 2007 RG301
- (527048) 2007 RV301
- (527049) 2007 RX301
- (527050) 2007 RY302
- (527051) 2007 RA303
- (527052) 2007 RY307
- (527053) 2007 RV309
- (527054) 2007 RX309
- (527055) 2007 RW310
- (527056) 2007 RA312
- (527057) 2007 RU312
- (527058) 2007 RF313
- (527059) 2007 RO315
- (527060) 2007 RO316
- (527061) 2007 RS316
- (527062) 2007 RL318
- (527063) 2007 RW324
- (527064) 2007 RK327
- (527065) 2007 RV327
- (527066) 2007 RW327
- (527067) 2007 RX327
- (527068) 2007 RY327
- (527069) 2007 RC328
- (527070) 2007 RD328
- (527071) 2007 RJ328
- (527072) 2007 RK328
- (527073) 2007 RQ328
- (527074) 2007 RC329
- (527075) 2007 RE329
- (527076) 2007 RF329
- (527077) 2007 RJ329
- (527078) 2007 RN329
- (527079) 2007 RT329
- (527080) 2007 RZ329
- (527081) 2007 RF330
- (527082) 2007 RP330
- (527083) 2007 RV330
- (527084) 2007 RD331
- (527085) 2007 RG331
- (527086) 2007 RJ331
- (527087) 2007 RM331
- (527088) 2007 RN331
- (527089) 2007 RE332
- (527090) 2007 RG332
- (527091) 2007 RL332
- (527092) 2007 RN332
- (527093) 2007 RO332
- (527094) 2007 SN3
- (527095) 2007 ST3
- (527096) 2007 SZ3
- (527097) 2007 SG8
- (527098) 2007 ST8
- (527099) 2007 SW13
- (527100) 2007 SJ16
- (527101) 2007 SV16
- (527102) 2007 SC17
- (527103) 2007 SM21
- (527104) 2007 SA22
- (527105) 2007 SG22
- (527106) 2007 SW22
- (527107) 2007 SN23
- (527108) 2007 SS24
- (527109) 2007 SW24
- (527110) 2007 SX24
- (527111) 2007 TP1
- (527112) 2007 TS6
- (527113) 2007 TZ10
- (527114) 2007 TH13
- (527115) 2007 TD14
- (527116) 2007 TU20
- (527117) 2007 TZ20
- (527118) 2007 TS21
- (527119) 2007 TN24
- (527120) 2007 TE28
- (527121) 2007 TH28
- (527122) 2007 TO28
- (527123) 2007 TC31
- (527124) 2007 TJ32
- (527125) 2007 TB39
- (527126) 2007 TF39
- (527127) 2007 TT40
- (527128) 2007 TP43
- (527129) 2007 TA45
- (527130) 2007 TE49
- (527131) 2007 TT49
- (527132) 2007 TE50
- (527133) 2007 TK50
- (527134) 2007 TP52
- (527135) 2007 TD53
- (527136) 2007 TV55
- (527137) 2007 TM58
- (527138) 2007 TQ60
- (527139) 2007 TX60
- (527140) 2007 TY61
- (527141) 2007 TV62
- (527142) 2007 TG63
- (527143) 2007 TT75
- (527144) 2007 TF76
- (527145) 2007 TA77
- (527146) 2007 TD77
- (527147) 2007 TJ77
- (527148) 2007 TU77
- (527149) 2007 TW78
- (527150) 2007 TF79
- (527151) 2007 TD81
- (527152) 2007 TW82
- (527153) 2007 TS86
- (527154) 2007 TQ88
- (527155) 2007 TS89
- (527156) 2007 TH90
- (527157) 2007 TO91
- (527158) 2007 TN92
- (527159) 2007 TG100
- (527160) 2007 TS103
- (527161) 2007 TL104
- (527162) 2007 TR104
- (527163) 2007 TW105
- (527164) 2007 TL106
- (527165) 2007 TC108
- (527166) 2007 TG109
- (527167) 2007 TR111
- (527168) 2007 TC114
- (527169) 2007 TW115
- (527170) 2007 TY116
- (527171) 2007 TN120
- (527172) 2007 TQ122
- (527173) 2007 TF123
- (527174) 2007 TR123
- (527175) 2007 TU128
- (527176) 2007 TW128
- (527177) 2007 TX128
- (527178) 2007 TY128
- (527179) 2007 TV129
- (527180) 2007 TA130
- (527181) 2007 TX131
- (527182) 2007 TY132
- (527183) 2007 TV133
- (527184) 2007 TK134
- (527185) 2007 TE135
- (527186) 2007 TS135
- (527187) 2007 TT139
- (527188) 2007 TD140
- (527189) 2007 TO140
- (527190) 2007 TV149
- (527191) 2007 TD152
- (527192) 2007 TN158
- (527193) 2007 TS161
- (527194) 2007 TU161
- (527195) 2007 TZ161
- (527196) 2007 TA163
- (527197) 2007 TJ164
- (527198) 2007 TP164
- (527199) 2007 TD167
- (527200) 2007 TG170
- (527201) 2007 TL174
- (527202) 2007 TQ174
- (527203) 2007 TZ175
- (527204) 2007 TL177
- (527205) Zhongdatianwen
- (527206) 2007 TY178
- (527207) 2007 TO183
- (527208) 2007 TS185
- (527209) 2007 TV191
- (527210) 2007 TP194
- (527211) 2007 TG200
- (527212) 2007 TO200
- (527213) 2007 TR200
- (527214) 2007 TM203
- (527215) 2007 TV204
- (527216) 2007 TO208
- (527217) 2007 TJ210
- (527218) 2007 TS212
- (527219) 2007 TO213
- (527220) 2007 TC214
- (527221) 2007 TQ214
- (527222) 2007 TS216
- (527223) 2007 TJ217
- (527224) 2007 TK217
- (527225) 2007 TX217
- (527226) 2007 TJ225
- (527227) 2007 TT230
- (527228) 2007 TW233
- (527229) 2007 TQ235
- (527230) 2007 TO236
- (527231) 2007 TS236
- (527232) 2007 TG239
- (527233) 2007 TH242
- (527234) 2007 TQ246
- (527235) 2007 TB249
- (527236) 2007 TE249
- (527237) 2007 TU252
- (527238) 2007 TZ252
- (527239) 2007 TC260
- (527240) 2007 TK260
- (527241) 2007 TB262
- (527242) 2007 TT262
- (527243) 2007 TJ265
- (527244) 2007 TZ267
- (527245) 2007 TN268
- (527246) 2007 TX272
- (527247) 2007 TE275
- (527248) 2007 TE278
- (527249) 2007 TL278
- (527250) 2007 TK280
- (527251) 2007 TP280
- (527252) 2007 TS283
- (527253) 2007 TK284
- (527254) 2007 TH288
- (527255) 2007 TY291
- (527256) 2007 TM295
- (527257) 2007 TX295
- (527258) 2007 TQ296
- (527259) 2007 TG300
- (527260) 2007 TM301
- (527261) 2007 TG302
- (527262) 2007 TF303
- (527263) 2007 TP303
- (527264) 2007 TL307
- (527265) 2007 TB308
- (527266) 2007 TU312
- (527267) 2007 TO315
- (527268) 2007 TO316
- (527269) 2007 TP318
- (527270) 2007 TA323
- (527271) 2007 TC323
- (527272) 2007 TK328
- (527273) 2007 TU329
- (527274) 2007 TB330
- (527275) 2007 TB331
- (527276) 2007 TN333
- (527277) 2007 TA334
- (527278) 2007 TQ335
- (527279) 2007 TE337
- (527280) 2007 TR344
- (527281) 2007 TL345
- (527282) 2007 TV346
- (527283) 2007 TA347
- (527284) 2007 TV353
- (527285) 2007 TW354
- (527286) 2007 TY357
- (527287) 2007 TB361
- (527288) 2007 TP361
- (527289) 2007 TM363
- (527290) 2007 TX366
- (527291) 2007 TV367
- (527292) 2007 TB370
- (527293) 2007 TQ371
- (527294) 2007 TR371
- (527295) 2007 TV372
- (527296) 2007 TA374
- (527297) 2007 TG375
- (527298) 2007 TE376
- (527299) 2007 TD377
- (527300) 2007 TE381
- (527301) 2007 TA382
- (527302) 2007 TP382
- (527303) 2007 TT384
- (527304) 2007 TV384
- (527305) 2007 TG385
- (527306) 2007 TQ385
- (527307) 2007 TB388
- (527308) 2007 TM388
- (527309) 2007 TT389
- (527310) 2007 TW390
- (527311) 2007 TA394
- (527312) 2007 TF394
- (527313) 2007 TW396
- (527314) 2007 TT397
- (527315) 2007 TX399
- (527316) 2007 TE400
- (527317) 2007 TZ400
- (527318) 2007 TZ402
- (527319) 2007 TR403
- (527320) 2007 TV404
- (527321) 2007 TS405
- (527322) 2007 TR407
- (527323) 2007 TA410
- (527324) 2007 TR411
- (527325) 2007 TB413
- (527326) 2007 TE414
- (527327) 2007 TT414
- (527328) 2007 TK422
- (527329) 2007 TA423
- (527330) 2007 TB423
- (527331) 2007 TG423
- (527332) 2007 TN423
- (527333) 2007 TL424
- (527334) 2007 TN424
- (527335) 2007 TZ425
- (527336) 2007 TN426
- (527337) 2007 TY426
- (527338) 2007 TJ429
- (527339) 2007 TY429
- (527340) 2007 TD430
- (527341) 2007 TV434
- (527342) 2007 TD438
- (527343) 2007 TK438
- (527344) 2007 TW440
- (527345) 2007 TH441
- (527346) 2007 TU441
- (527347) 2007 TN442
- (527348) 2007 TG444
- (527349) 2007 TK444
- (527350) 2007 TK445
- (527351) 2007 TB447
- (527352) 2007 TF448
- (527353) 2007 TH448
- (527354) 2007 TO449
- (527355) 2007 TE450
- (527356) 2007 TO451
- (527357) 2007 TS452
- (527358) 2007 TH455
- (527359) 2007 TS455
- (527360) 2007 TC456
- (527361) 2007 TG456
- (527362) 2007 TH456
- (527363) 2007 TJ456
- (527364) 2007 TK456
- (527365) 2007 TL456
- (527366) 2007 TN456
- (527367) 2007 TZ456
- (527368) 2007 TA457
- (527369) 2007 TH457
- (527370) 2007 TK457
- (527371) 2007 TL457
- (527372) 2007 TQ457
- (527373) 2007 TS457
- (527374) 2007 TX457
- (527375) 2007 TE458
- (527376) 2007 TG458
- (527377) 2007 TJ458
- (527378) 2007 TL458
- (527379) 2007 TP458
- (527380) 2007 TQ458
- (527381) 2007 TR458
- (527382) 2007 TS458
- (527383) 2007 TT458
- (527384) 2007 TU458
- (527385) 2007 TW458
- (527386) 2007 TC459
- (527387) 2007 TK459
- (527388) 2007 TM459
- (527389) 2007 UJ7
- (527390) 2007 UV7
- (527391) 2007 UH11
- (527392) 2007 UL13
- (527393) 2007 UF20
- (527394) 2007 UG20
- (527395) 2007 UB22
- (527396) 2007 UV28
- (527397) 2007 UV29
- (527398) 2007 UQ34
- (527399) 2007 UR34
- (527400) 2007 UF39
- (527401) 2007 UU43
- (527402) 2007 UV45
- (527403) 2007 UH46
- (527404) 2007 UE51
- (527405) 2007 UW53
- (527406) 2007 UX53
- (527407) 2007 UC54
- (527408) 2007 UF56
- (527409) 2007 UJ58
- (527410) 2007 UT61
- (527411) 2007 UZ61
- (527412) 2007 UJ62
- (527413) 2007 UU63
- (527414) 2007 UF65
- (527415) 2007 UD69
- (527416) 2007 UC73
- (527417) 2007 UQ75
- (527418) 2007 UL77
- (527419) 2007 UP83
- (527420) 2007 UK84
- (527421) 2007 UJ86
- (527422) 2007 US86
- (527423) 2007 UV86
- (527424) 2007 UT87
- (527425) 2007 UN88
- (527426) 2007 UY90
- (527427) 2007 UZ93
- (527428) 2007 UJ94
- (527429) 2007 UB95
- (527430) 2007 UK98
- (527431) 2007 UF102
- (527432) 2007 UA104
- (527433) 2007 UZ105
- (527434) 2007 UL106
- (527435) 2007 UB108
- (527436) 2007 UD114
- (527437) 2007 UO114
- (527438) 2007 UR114
- (527439) 2007 UW117
- (527440) 2007 UL119
- (527441) 2007 UY119
- (527442) 2007 UR120
- (527443) 2007 UM126
- (527444) 2007 UA127
- (527445) 2007 UE127
- (527446) 2007 UU127
- (527447) 2007 UG128
- (527448) 2007 UJ128
- (527449) 2007 UO128
- (527450) 2007 UA134
- (527451) 2007 US134
- (527452) 2007 UF135
- (527453) 2007 UN135
- (527454) 2007 UZ137
- (527455) 2007 UK143
- (527456) 2007 UO143
- (527457) 2007 UQ143
- (527458) 2007 UR143
- (527459) 2007 UV143
- (527460) 2007 UY143
- (527461) 2007 UG144
- (527462) 2007 UH144
- (527463) 2007 UK144
- (527464) 2007 UN144
- (527465) 2007 UO144
- (527466) 2007 UR144
- (527467) 2007 UA145
- (527468) 2007 UD145
- (527469) 2007 UF145
- (527470) 2007 UH145
- (527471) 2007 UK145
- (527472) 2007 UL145
- (527473) 2007 UM145
- (527474) 2007 UR145
- (527475) 2007 UT145
- (527476) 2007 UW145
- (527477) 2007 VA
- (527478) 2007 VN1
- (527479) 2007 VH6
- (527480) 2007 VU13
- (527481) 2007 VA15
- (527482) 2007 VN15
- (527483) 2007 VO18
- (527484) 2007 VB19
- (527485) 2007 VL19
- (527486) 2007 VC25
- (527487) 2007 VT30
- (527488) 2007 VF32
- (527489) 2007 VK32
- (527490) 2007 VO32
- (527491) 2007 VU32
- (527492) 2007 VK41
- (527493) 2007 VF44
- (527494) 2007 VL44
- (527495) 2007 VB45
- (527496) 2007 VG45
- (527497) 2007 VO45
- (527498) 2007 VR45
- (527499) 2007 VG48
- (527500) 2007 VX48
- (527501) 2007 VM51
- (527502) 2007 VS52
- (527503) 2007 VN53
- (527504) 2007 VB57
- (527505) 2007 VC60
- (527506) 2007 VW64
- (527507) 2007 VQ66
- (527508) 2007 VJ67
- (527509) 2007 VO71
- (527510) 2007 VS71
- (527511) 2007 VV74
- (527512) 2007 VC75
- (527513) 2007 VB78
- (527514) 2007 VD78
- (527515) 2007 VO82
- (527516) 2007 VU82
- (527517) 2007 VV86
- (527518) 2007 VW87
- (527519) 2007 VZ88
- (527520) 2007 VK90
- (527521) 2007 VU90
- (527522) 2007 VO96
- (527523) 2007 VY96
- (527524) 2007 VB109
- (527525) 2007 VV111
- (527526) 2007 VP114
- (527527) 2007 VJ118
- (527528) 2007 VR118
- (527529) 2007 VD120
- (527530) 2007 VV126
- (527531) 2007 VP127
- (527532) 2007 VK132
- (527533) 2007 VC134
- (527534) 2007 VP134
- (527535) 2007 VO138
- (527536) 2007 VB140
- (527537) 2007 VN142
- (527538) 2007 VX143
- (527539) 2007 VX144
- (527540) 2007 VN146
- (527541) 2007 VW146
- (527542) 2007 VH149
- (527543) 2007 VU149
- (527544) 2007 VS152
- (527545) 2007 VV154
- (527546) 2007 VF156
- (527547) 2007 VJ156
- (527548) 2007 VO156
- (527549) 2007 VA158
- (527550) 2007 VL158
- (527551) 2007 VW159
- (527552) 2007 VE163
- (527553) 2007 VO164
- (527554) 2007 VU165
- (527555) 2007 VA173
- (527556) 2007 VB180
- (527557) 2007 VP183
- (527558) 2007 VJ186
- (527559) 2007 VZ186
- (527560) 2007 VY190
- (527561) 2007 VY192
- (527562) 2007 VZ194
- (527563) 2007 VA196
- (527564) 2007 VC204
- (527565) 2007 VO210
- (527566) 2007 VX210
- (527567) 2007 VC214
- (527568) 2007 VT214
- (527569) 2007 VX217
- (527570) 2007 VZ217
- (527571) 2007 VS220
- (527572) 2007 VS225
- (527573) 2007 VV226
- (527574) 2007 VV229
- (527575) 2007 VB230
- (527576) 2007 VS230
- (527577) 2007 VZ231
- (527578) 2007 VB233
- (527579) 2007 VZ234
- (527580) 2007 VW236
- (527581) 2007 VC237
- (527582) 2007 VB238
- (527583) 2007 VS239
- (527584) 2007 VW242
- (527585) 2007 VZ245
- (527586) 2007 VE260
- (527587) 2007 VR260
- (527588) 2007 VY260
- (527589) 2007 VD261
- (527590) 2007 VD269
- (527591) 2007 VH269
- (527592) 2007 VK277
- (527593) 2007 VJ278
- (527594) 2007 VX280
- (527595) 2007 VR284
- (527596) 2007 VW284
- (527597) 2007 VR286
- (527598) 2007 VT287
- (527599) 2007 VK290
- (527600) 2007 VD297
- (527601) 2007 VY297
- (527602) 2007 VF298
- (527603) 2007 VJ305
- (527604) 2007 VL305
- (527605) 2007 VY305
- (527606) 2007 VU306
- (527607) 2007 VL309
- (527608) 2007 VT311
- (527609) 2007 VB312
- (527610) 2007 VK312
- (527611) 2007 VU313
- (527612) 2007 VP315
- (527613) 2007 VG318
- (527614) 2007 VT319
- (527615) 2007 VU319
- (527616) 2007 VP320
- (527617) 2007 VX320
- (527618) 2007 VJ321
- (527619) 2007 VD322
- (527620) 2007 VX323
- (527621) 2007 VA328
- (527622) 2007 VD330
- (527623) 2007 VK331
- (527624) 2007 VN333
- (527625) 2007 VC338
- (527626) 2007 VE338
- (527627) 2007 VO338
- (527628) 2007 VX338
- (527629) 2007 VY338
- (527630) 2007 VD339
- (527631) 2007 VG339
- (527632) 2007 VL339
- (527633) 2007 VT339
- (527634) 2007 VV339
- (527635) 2007 VY339
- (527636) 2007 VA340
- (527637) 2007 VC340
- (527638) 2007 VF340
- (527639) 2007 VK340
- (527640) 2007 VS340
- (527641) 2007 VU340
- (527642) 2007 VZ340
- (527643) 2007 VH341
- (527644) 2007 VN341
- (527645) 2007 VQ341
- (527646) 2007 VT341
- (527647) 2007 VX341
- (527648) 2007 VY341
- (527649) 2007 VA342
- (527650) 2007 VC342
- (527651) 2007 VD342
- (527652) 2007 VF342
- (527653) 2007 WG
- (527654) 2007 WA1
- (527655) 2007 WE2
- (527656) 2007 WZ5
- (527657) 2007 WC12
- (527658) 2007 WF18
- (527659) 2007 WQ22
- (527660) 2007 WB24
- (527661) 2007 WC27
- (527662) 2007 WJ27
- (527663) 2007 WS27
- (527664) 2007 WK30
- (527665) 2007 WJ37
- (527666) 2007 WZ37
- (527667) 2007 WN45
- (527668) 2007 WW52
- (527669) 2007 WD53
- (527670) 2007 WT53
- (527671) 2007 WF55
- (527672) 2007 WQ59
- (527673) 2007 WK62
- (527674) 2007 WU64
- (527675) 2007 WY64
- (527676) 2007 WH65
- (527677) 2007 WJ65
- (527678) 2007 WK65
- (527679) 2007 XJ
- (527680) 2007 XS5
- (527681) 2007 XF6
- (527682) 2007 XR8
- (527683) 2007 XR11
- (527684) 2007 XC12
- (527685) 2007 XH12
- (527686) 2007 XG13
- (527687) 2007 XE16
- (527688) 2007 XN30
- (527689) 2007 XK34
- (527690) 2007 XS42
- (527691) 2007 XH46
- (527692) 2007 XB47
- (527693) 2007 XP52
- (527694) 2007 XF55
- (527695) 2007 XL60
- (527696) 2007 XR60
- (527697) 2007 XS60
- (527698) 2007 XT60
- (527699) 2007 XY60
- (527700) 2007 XB61
- (527701) 2007 XD61
- (527702) 2007 XF61
- (527703) 2007 YH4
- (527704) 2007 YL5
- (527705) 2007 YD16
- (527706) 2007 YY27
- (527707) 2007 YF28
- (527708) 2007 YA33
- (527709) 2007 YH41
- (527710) 2007 YL44
- (527711) 2007 YX48
- (527712) 2007 YR52
- (527713) 2007 YR54
- (527714) 2007 YG55
- (527715) 2007 YQ56
- (527716) 2007 YG58
- (527717) 2007 YV58
- (527718) 2007 YZ61
- (527719) 2007 YZ62
- (527720) 2007 YM65
- (527721) 2007 YV65
- (527722) 2007 YX73
- (527723) 2007 YG74
- (527724) 2007 YS75
- (527725) 2007 YV75
- (527726) 2007 YW75
- (527727) 2007 YX75
- (527728) 2007 YB76
- (527729) 2007 YE76
- (527730) 2007 YK76
- (527731) 2007 YM76
- (527732) 2007 YR76
- (527733) 2007 YS76
- (527734) 2007 YT76
- (527735) 2007 YW76
- (527736) 2007 YY76
- (527737) 2007 YG77
- (527738) 2007 YK77
- (527739) 2007 YR77
- (527740) 2007 YS77
- (527741) 2008 AS3
- (527742) 2008 AF9
- (527743) 2008 AP9
- (527744) 2008 AO11
- (527745) 2008 AB12
- (527746) 2008 AZ12
- (527747) 2008 AD15
- (527748) 2008 AG15
- (527749) 2008 AK17
- (527750) 2008 AF18
- (527751) 2008 AL18
- (527752) 2008 AN18
- (527753) 2008 AB19
- (527754) 2008 AK19
- (527755) 2008 AT24
- (527756) 2008 AP31
- (527757) 2008 AJ36
- (527758) 2008 AD40
- (527759) 2008 AV42
- (527760) 2008 AW43
- (527761) 2008 AG46
- (527762) 2008 AW48
- (527763) 2008 AB49
- (527764) 2008 AT49
- (527765) 2008 AP52
- (527766) 2008 AZ54
- (527767) 2008 AG57
- (527768) 2008 AJ61
- (527769) 2008 AB63
- (527770) 2008 AC64
- (527771) 2008 AT65
- (527772) 2008 AN67
- (527773) 2008 AT68
- (527774) 2008 AP71
- (527775) 2008 AM73
- (527776) 2008 AR75
- (527777) 2008 AM81
- (527778) 2008 AZ81
- (527779) 2008 AT87
- (527780) 2008 AO88
- (527781) 2008 AW89
- (527782) 2008 AX93
- (527783) 2008 AX97
- (527784) 2008 AB100
- (527785) 2008 AJ102
- (527786) 2008 AN103
- (527787) 2008 AT103
- (527788) 2008 AU103
- (527789) 2008 AT104
- (527790) 2008 AZ106
- (527791) 2008 AB107
- (527792) 2008 AY112
- (527793) 2008 AJ113
- (527794) 2008 AL116
- (527795) 2008 AP116
- (527796) 2008 AR116
- (527797) 2008 AK117
- (527798) 2008 AM117
- (527799) 2008 AG118
- (527800) 2008 AB130
- (527801) 2008 AT134
- (527802) 2008 AU135
- (527803) 2008 AD136
- (527804) 2008 AT137
- (527805) 2008 AW138
- (527806) 2008 AD139
- (527807) 2008 AE139
- (527808) 2008 AF139
- (527809) 2008 AJ139
- (527810) 2008 AM139
- (527811) 2008 AS139
- (527812) 2008 AX139
- (527813) 2008 BA
- (527814) 2008 BB6
- (527815) 2008 BH7
- (527816) 2008 BF11
- (527817) 2008 BR16
- (527818) 2008 BN27
- (527819) 2008 BY34
- (527820) 2008 BP36
- (527821) 2008 BW36
- (527822) 2008 BK38
- (527823) 2008 BZ41
- (527824) 2008 BE46
- (527825) 2008 BE47
- (527826) 2008 BR47
- (527827) 2008 BY47
- (527828) 2008 BG53
- (527829) 2008 BR53
- (527830) 2008 BU53
- (527831) 2008 BS54
- (527832) 2008 BX54
- (527833) 2008 BY54
- (527834) 2008 BZ54
- (527835) 2008 BB55
- (527836) 2008 BC55
- (527837) 2008 BE55
- (527838) 2008 BK55
- (527839) 2008 BM55
- (527840) 2008 BR55
- (527841) 2008 CR1
- (527842) 2008 CH2
- (527843) 2008 CT9
- (527844) 2008 CZ10
- (527845) 2008 CL11
- (527846) 2008 CO11
- (527847) 2008 CO13
- (527848) 2008 CL17
- (527849) 2008 CP21
- (527850) 2008 CS21
- (527851) 2008 CL28
- (527852) 2008 CB32
- (527853) 2008 CE32
- (527854) 2008 CU37
- (527855) 2008 CU44
- (527856) 2008 CQ46
- (527857) 2008 CA55
- (527858) 2008 CC56
- (527859) 2008 CW56
- (527860) 2008 CK58
- (527861) 2008 CN59
- (527862) 2008 CU60
- (527863) 2008 CH61
- (527864) 2008 CJ65
- (527865) 2008 CQ66
- (527866) 2008 CG72
- (527867) 2008 CY72
- (527868) 2008 CD75
- (527869) 2008 CM76
- (527870) 2008 CT78
- (527871) 2008 CG80
- (527872) 2008 CX85
- (527873) 2008 CV90
- (527874) 2008 CU99
- (527875) 2008 CG103
- (527876) 2008 CF107
- (527877) 2008 CY117
- (527878) 2008 CB118
- (527879) 2008 CE121
- (527880) 2008 CV122
- (527881) 2008 CO123
- (527882) 2008 CZ130
- (527883) 2008 CT131
- (527884) 2008 CU133
- (527885) 2008 CE135
- (527886) 2008 CO135
- (527887) 2008 CU137
- (527888) 2008 CW137
- (527889) 2008 CW138
- (527890) 2008 CR144
- (527891) 2008 CT145
- (527892) 2008 CK146
- (527893) 2008 CO150
- (527894) 2008 CE154
- (527895) 2008 CE159
- (527896) 2008 CW165
- (527897) 2008 CZ167
- (527898) 2008 CV171
- (527899) 2008 CF174
- (527900) 2008 CB184
- (527901) 2008 CS188
- (527902) 2008 CM190
- (527903) 2008 CJ192
- (527904) 2008 CZ196
- (527905) 2008 CS198
- (527906) 2008 CU198
- (527907) 2008 CK202
- (527908) 2008 CB203
- (527909) 2008 CN206
- (527910) 2008 CX208
- (527911) 2008 CJ210
- (527912) 2008 CS211
- (527913) 2008 CE214
- (527914) 2008 CX217
- (527915) 2008 CD218
- (527916) 2008 CL218
- (527917) 2008 CS218
- (527918) 2008 CG219
- (527919) 2008 CO219
- (527920) 2008 DQ
- (527921) 2008 DU1
- (527922) 2008 DS3
- (527923) 2008 DS6
- (527924) 2008 DB8
- (527925) 2008 DZ8
- (527926) 2008 DT11
- (527927) 2008 DT12
- (527928) 2008 DU12
- (527929) 2008 DS13
- (527930) 2008 DC19
- (527931) 2008 DV28
- (527932) 2008 DQ35
- (527933) 2008 DH42
- (527934) 2008 DD49
- (527935) 2008 DL49
- (527936) 2008 DW50
- (527937) 2008 DM58
- (527938) 2008 DO58
- (527939) 2008 DY58
- (527940) 2008 DK69
- (527941) 2008 DE73
- (527942) 2008 DA75
- (527943) 2008 DC75
- (527944) 2008 DL77
- (527945) 2008 DG89
- (527946) 2008 DD90
- (527947) 2008 DJ90
- (527948) 2008 DL90
- (527949) 2008 EL8
- (527950) 2008 EQ8
- (527951) 2008 ET8
- (527952) 2008 EH10
- (527953) 2008 EB12
- (527954) 2008 EU12
- (527955) 2008 ET16
- (527956) 2008 EW19
- (527957) 2008 ET30
- (527958) 2008 ER31
- (527959) 2008 EB32
- (527960) 2008 EL32
- (527961) 2008 EY34
- (527962) 2008 EG37
- (527963) 2008 EO38
- (527964) 2008 EH42
- (527965) 2008 EY46
- (527966) 2008 EZ49
- (527967) 2008 EN53
- (527968) 2008 EE55
- (527969) 2008 ES55
- (527970) 2008 EJ56
- (527971) 2008 EC58
- (527972) 2008 EE60
- (527973) 2008 EJ61
- (527974) 2008 EB65
- (527975) 2008 EO65
- (527976) 2008 EA66
- (527977) 2008 EY68
- (527978) 2008 EF72
- (527979) 2008 EJ74
- (527980) 2008 EH75
- (527981) 2008 EY75
- (527982) 2008 EK81
- (527983) 2008 EP87
- (527984) 2008 ER92
- (527985) 2008 ES96
- (527986) 2008 ER97
- (527987) 2008 EW103
- (527988) 2008 EX109
- (527989) 2008 EY109
- (527990) 2008 EW110
- (527991) 2008 ER112
- (527992) 2008 EF114
- (527993) 2008 EC118
- (527994) 2008 EB119
- (527995) 2008 EX121
- (527996) 2008 EX123
- (527997) 2008 EH124
- (527998) 2008 ED126
- (527999) 2008 EO129
- (528000) 2008 ES130